# Viaduct van Targnon
Het viaduct van Tragnon is een spoorwegviaduct in Lorcé, een deelgemeente van Stoumont. Het viaduct is een deel van spoorlijn 42 en overspant de Amblève. Het viaduct is genoemd naar het nabijgelegen dorp Targnon.
Het viaduct is een boogbrug opgetrokken in rode baksteen. Het ganse viaduct is 44 meter lang.